# أحمد عبد الرسول (لاعب كرة قدم بحريني)
أحمد عبد الرسول (مواليد 23 يناير 1993 في البحرين) هو لاعب كرة قدم بحريني يجيد اللعب في مركز حارس المرمى. يلعب حاليا لصالح النجمة الذي ينافس في الدوري البحريني الممتاز منذ 2021.